# Carl Büttger
Carl Büttger, auch Karl August Friedrich Büttger (* 29. August 1838 in Freden oder Lamspringe, Königreich Hannover; † 17. Juni 1919 in Holzminden), war ein deutscher Landschafts- und Genremaler der Düsseldorfer Schule sowie Zeichenlehrer.

## Leben
Büttger war der Sohn eines Oberförsters. Er besuchte zunächst das Josephinum in Hildesheim, ehe er sich im „Atelier eines Künstlers in Hannover“ der Malerei widmete. Er studierte in den Jahren 1856 bis 1858 an der Kunstakademie Düsseldorf in den Klassen im Antikensaal. Dort waren Karl Müller und Christian Köhler seine Lehrer. Anschließend war er für zwei Jahre in dem Atelier in Hannover tätig. Er wirkte mehr als die Hälfte seines Lebens als Zeichenlehrer in Holzminden, ab 1876 an der Baugewerkeschule. Außerdem war er seit 1879 Gymnasiallehrer am dortigen Herzoglichen Gymnasium und an der Höheren Töchterschule. Er brachte es vom Gymnasiallehrer über die Position als Oberlehrer bis zur Anstellung als Professor. Einer seiner Schüler war der spätere Maler Fritz Mackensen. Seine Landschaften waren oft idealisierte Motive aus dem Weserbergland. Für die Aula seiner Schule schuf er ein großes Landschaftsgemälde, auf dem Kloster Amelungsborn dargestellt ist, der frühere Sitz des Gymnasiums.
Anlässlich seiner Pensionierung im Jahr 1913 wurde Büttger mit dem Ritterkreuz II. Klasse des Ordens Heinrichs des Löwen ausgezeichnet.